# Cartera

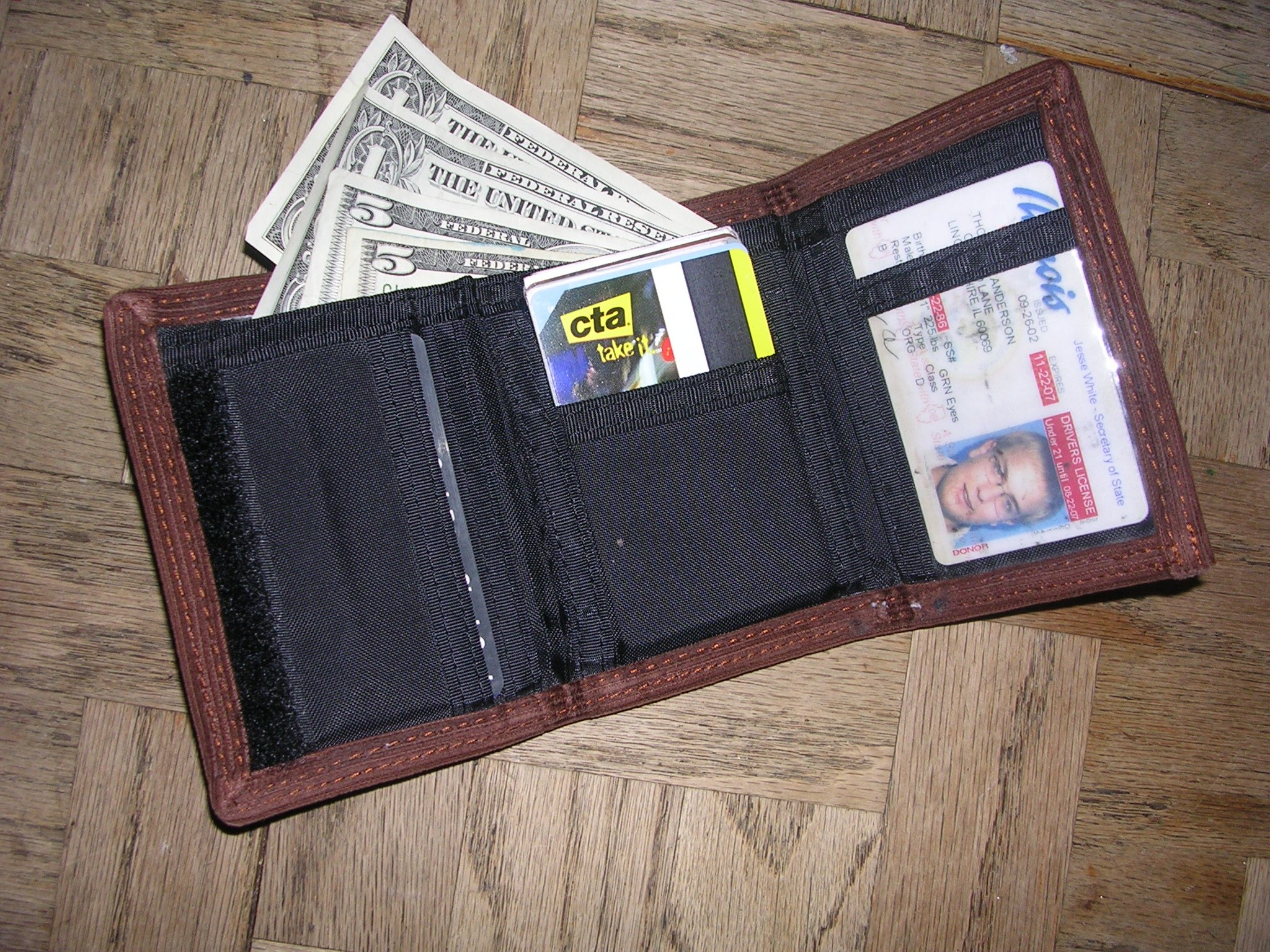
Cartera.

Una cartera és un petit objecte (generalment de la mida d'una butxaca) utilitzat per a guardar i portar targetes de crèdit, bitllets, carnets i altres articles com ara resguards, tiquets, etc. Són plegables i disposen de diversos compartiments per introduir i localitzar amb facilitat aquests documents.
Les carteres es fan generalment de cuir o de materials plàstics com PVC. Les carteres s'associen generalment als homes, però moltes dones també porten carteres, generalment d'un estil diferent als homes. Les carteres dels homes generalment es caracteritzen per cabre en una butxaca, mentre que la majoria de les de les dones es dissenyen per ser portades dins d'una bossa més gran comptant amb més compartiments com, per exemple, un per monedes. Els objectes que s'utilitzen per portar només monedes es denominen moneders.

## Història
Les carteres van ser desenvolupades gairebé immediatament després de la introducció del bitllet en l'Oest al segle xviii (el primer bitllet va ser introduït en el nou món per la Colònia de la Badia de Massachusetts el 1690). Abans de la introducció del bitllet, van ser utilitzats els moneders (que s'assemblaven a borses simples de cuir amb llaç) per emmagatzemar monedes. els primers carteres van ser fets sobretot de cuir de vaca o de cavall i van incloure una bossa petita per a les targetes de visita impreses.
Els models moderns de carteres amb "ranures per a múltiples targetes" van aconseguir la seva mida estàndard al començament dels anys 50 amb la introducció de les primeres targetes de crèdit el 1951. El disseny del moneder va seguir sense canvis importants al llarg de la major part de finals del segle xx a excepció del moneder de velcro que va ser introduït en els anys 70. El disseny del moneder ha esclatat avui en innombrables formes, dissenys i colors realitzats per dotzenes de dissenyadors.

## Carteristes
Els carteristes són lladres especialitzats a robar carteres. Per evitar-los, alguns usuaris de carteres les uneixen als seus cinturons amb petites cadenes o les guarden en una butxaca interior perquè no es puguin prendre fàcilment sense notar-ho l'amo. Una altra estratègia contra els carteristes és substituir la cartera de cuir tradicional per una cartera fina de més nou disseny, aconseguint encobrir amb eficàcia les carteres als carteristes. Alguns viatgers substitueixen les carteres per cinturons de diners per encobrir i per protegir més eficaçment les seves pertinences.

## Nota
1. ↑  José Luis Martínez Ibáñez. Siempre juntos.  Ediciones Barataria, 2003, p. 197–. ISBN 9788495764164.
2. ↑   Diccionario de Arte I.  Barcelona: Spes Editorial SL (RBA), 2003, p.95. ISBN 84-8332-390-7 [Consulta: 26 novembre 2014].
3. ↑  Pep Blay. Vampíria Sound.  ROSA DELS VENTS, 2004, p. 150–. ISBN 9788401386541.